# Accordo del Plaza

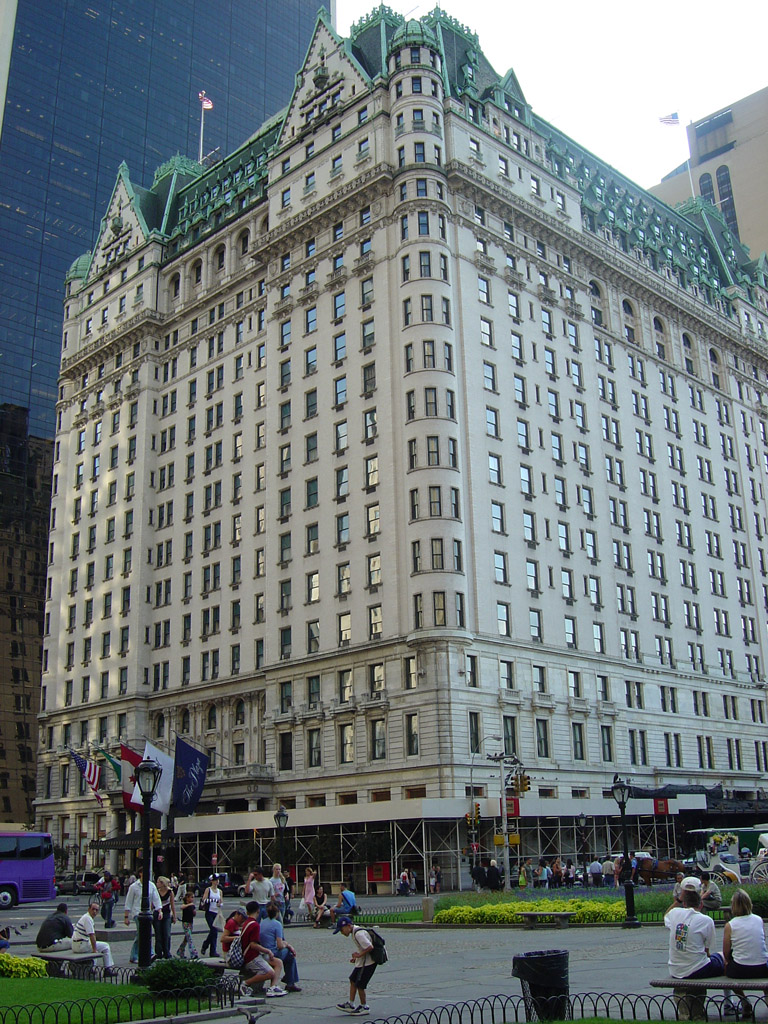
L'Hotel Plaza a New York, dove i ministri delle finanze Gerhard Stoltenberg, Pierre Bérégovoy, James Baker, Nigel Lawson e Noboru Takeshita firmarono l'accordo

L'accordo del Plaza fu un accordo sui tassi di cambio sottoscritto il 22 settembre 1985 al vertice dell’Hotel Plaza di New York dai ministri delle finanze e dai banchieri centrali dei Paesi dell’allora G5 (Francia, Giappone, Regno Unito, Repubblica Federale Tedesca e Stati Uniti), oltre al Canada, con l'obiettivo di contrastare attraverso interventi coordinati sul mercato dei cambi il persistente apprezzamento del dollaro registrato nella prima metà degli anni ottanta.

## Antefatti
Tra il 1980 e il 1985 il dollaro si era apprezzato di circa il 50% nei confronti dello yen, del marco tedesco, del franco francese e della sterlina inglese, le valute delle quattro più grandi economie dopo gli Stati Uniti d'America. Ciò aveva causato notevoli difficoltà all'industria americana, che aveva cominciato a esercitare una forte attività di lobbismo, in gran parte non ascoltata dal governo Reagan, che si era opposto a interventi sul mercato dei cambi, in linea con un approccio di politica economica marcatamente liberista. Il settore finanziario era stato in grado di trarre profitto dal dollaro in aumento, e un deprezzamento sarebbe stato in contrasto con i piani dell'amministrazione di Ronald Reagan per abbattere l'inflazione.
Una grande alleanza di produttori, fornitori di servizi e agricoltori ha iniziato a orchestrare una campagna sempre più di alto profilo per chiedere protezione contro la concorrenza straniera. Gli attori principali furono gli esportatori di grano, i produttori di automobili, le società di ingegneria come la Caterpillar, così come le aziende high-tech tra cui IBM e Motorola. Nel 1985 la loro campagna aveva portato il Congresso a iniziare a considerare l'approvazione di leggi protezionistiche. La prospettiva di restrizioni commerciali spinse quindi la Casa Bianca ad avviare i negoziati che avrebbero portato all'accordo del Plaza.
La giustificazione per la svalutazione del dollaro era duplice: da un lato sarebbe servita a ridurre il disavanzo delle partite correnti degli Stati Uniti, che aveva raggiunto il 3,5% del PIL, mentre dall'altro avrebbe aiutato l'economia a stelle e strisce ad uscire da una grave recessione che ha avuto inizio nei primi anni ottanta. Il sistema della Federal Reserve sotto Paul Volcker aveva fermato la crisi di stagflazione degli anni 1970 aumentando i tassi di interesse, ma questo aveva portato il dollaro a rafforzarsi, con effetti negativi sulla competitività dell'industria statunitense (in particolare l'industria automobilistica) rispetto al mercato mondiale.

## Effetti
A differenza di alcune crisi finanziarie simili, come la crisi finanziaria messicana del 1994 e la crisi finanziaria argentina del 2001, questa svalutazione venne pianificata, messa in atto in maniera ordinata e non portò al panico sui mercati finanziari. Il valore del tasso di cambio del dollaro nei confronti dello yen diminuì del 51% dal 1985 al 1987. La maggior parte di questa svalutazione venne ottenuta grazie all'utilizzo di 10 miliardi di dollari da parte delle banche centrali partecipanti. La speculazione monetaria causò poi una continua discesa del dollaro, che proseguì anche dopo la fine degli interventi coordinati.
L'accordo del Plaza ebbe successo nel tentativo di ridurre il deficit commerciale degli Stati Uniti con le nazioni dell'Europa occidentale, ma non fu altrettanto efficace nel realizzare il suo obiettivo primario, che consisteva nell'alleviare il deficit commerciale con il Giappone. Questo deficit era dovuto a condizioni strutturali che erano insensibili alla politica monetaria, in particolare le condizioni di commercio. I manufatti statunitensi, diventati più competitivi, non erano ancora in grado di avere successo sul mercato interno giapponese a causa di vincoli strutturali del Giappone sulle importazioni.
La firma dell'accordo del Plaza riconobbe de facto anche la definitiva emersione del Giappone come un attore principale nella gestione del sistema monetario internazionale. Tuttavia gli effetti recessivi del rafforzamento dello yen su un'economia fortemente dipendente dalle esportazioni come quella giapponese creò un incentivo all'attuazione di politiche monetarie espansive, che portarono alla bolla dei prezzi delle attività giapponese della fine degli anni ottanta, il che ha poi portato durante gli anni novanta a un periodo prolungato di deflazione e bassa crescita, il cosiddetto decennio perduto.

## Conclusione
L'accordo del Louvre, firmato nel febbraio del 1987, sancì la fine del continuo declino del dollaro americano.